# Michel Frey

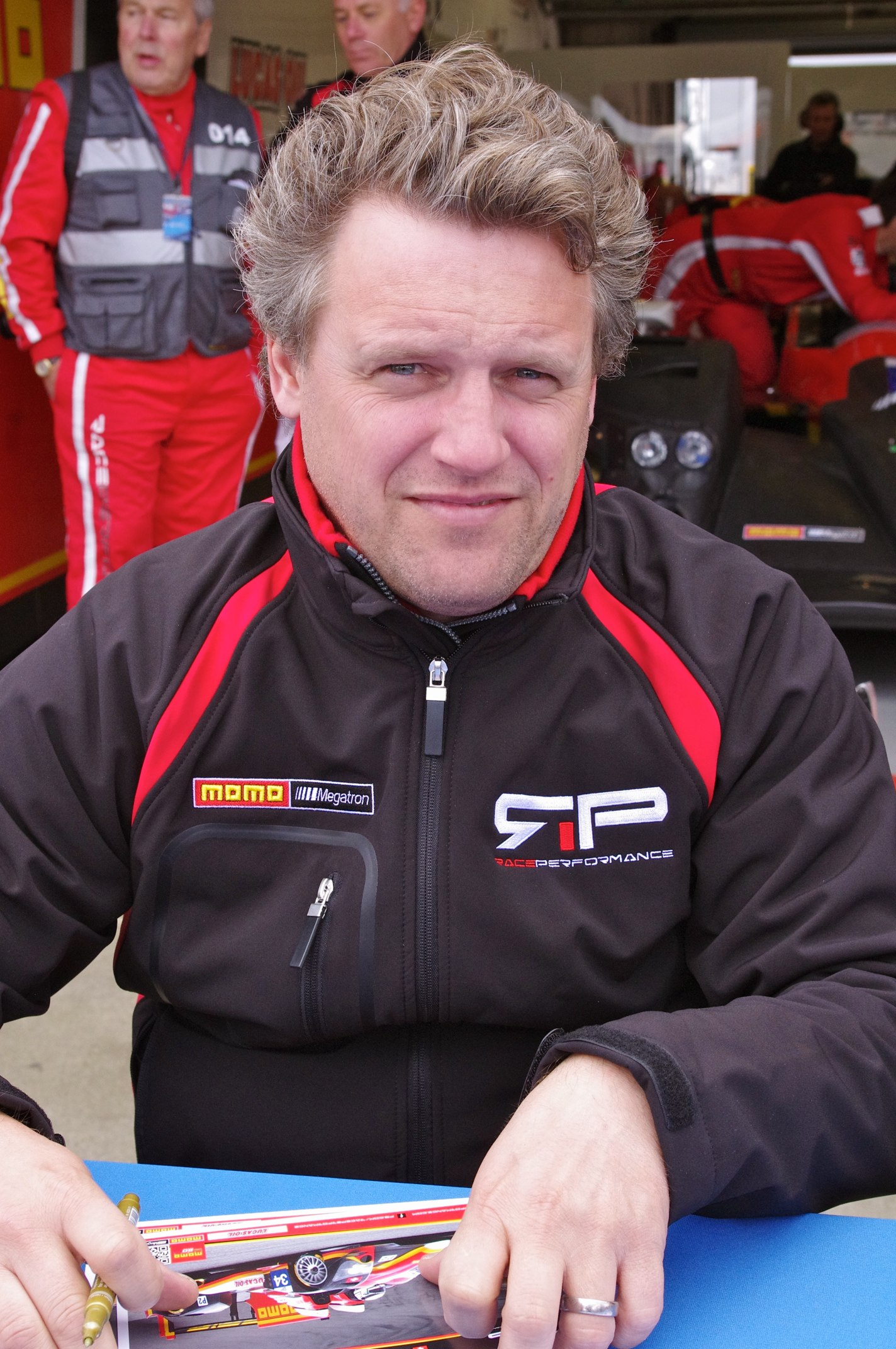
Michel Frey 2014

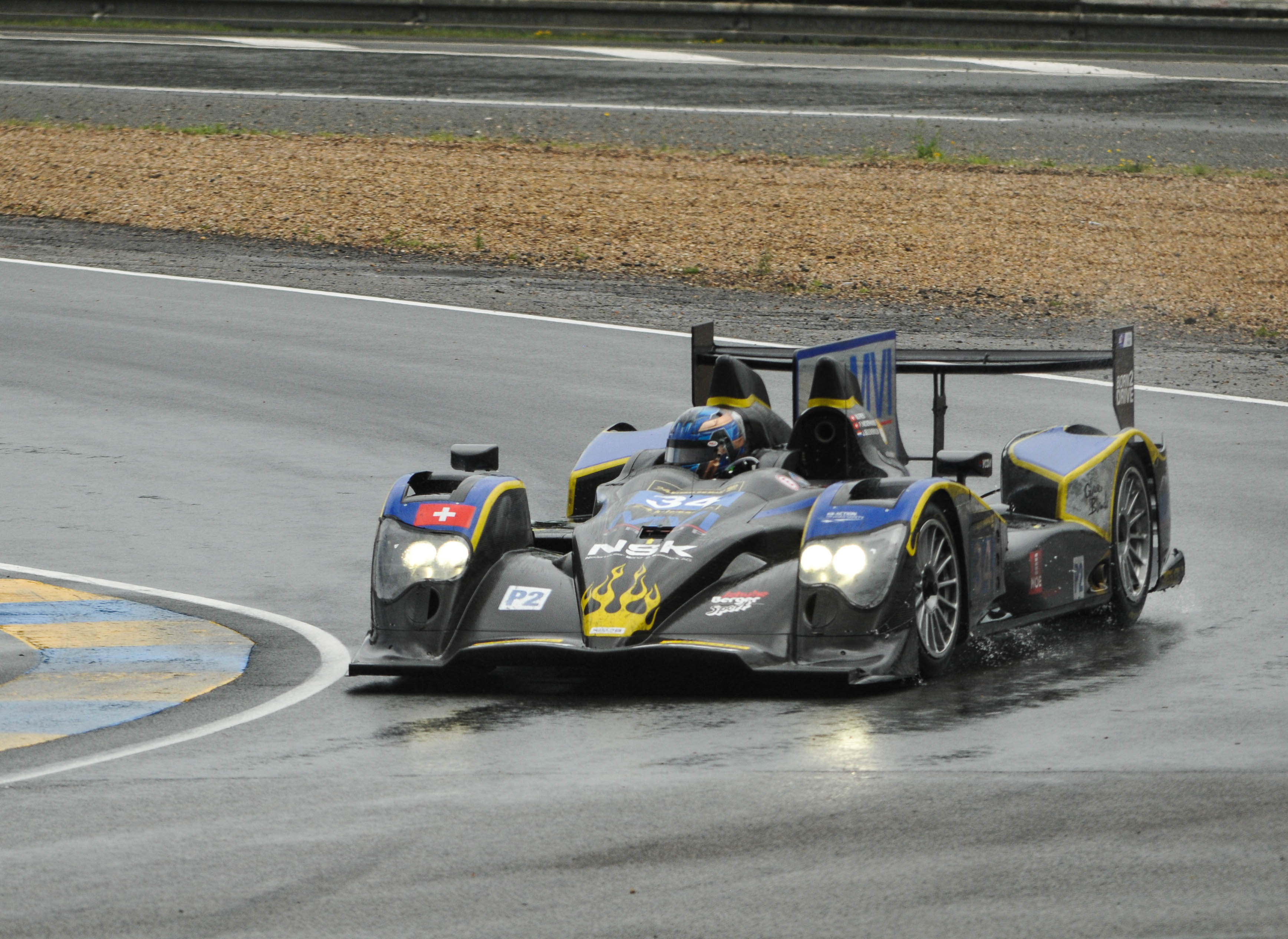
Der Oreca 03 von Jeroen Bleekemolen, Patric Niederhauser und Michel Frey beim 24-Stunden-Rennen von Le Mans 2013

Michel Frey (* 26. November 1973 in Aarau) ist ein Schweizer Unternehmer und ehemaliger Autorennfahrer.

## Unternehmer
Michel Frey gründete in Oberentfelden, Kanton Aargau, einige Unternehmen, die sich mit Immobilienentwicklung- und Verwertung beschäftigen. Dazu zählt die Frey Group AG und die Advanta Holding AG.

## Karriere als Rennfahrer
Seine Karriere als Rennfahrer begann Michel Frey 2000 in der Formel 3. In der Exterrioterial ausgefahrenen Schweizer Meisterschaft wurde er hinter Jo Zeller Vizemeister. 
Mitte der 2000er-Jahre fuhr er einige Jahre im Porsche Carrera Cup Deutschland und wechselte dann mit der eigenen Rennmannschaft Race Performance in den Sportwagensport. Mit dem Team ging er im ADAC GT Masters und der European Le Mans Series an den Start. Seine beste Saison in der Le Mans Series hatte er 2011, als er Gesamtsechster in der LMP2-Klasse wurde. Viermal war beim 24-Stunden-Rennen von Le Mans am Start. Seine beste Platzierung im Schlussklassement war der 13. Endrang 2014. Herausgefahren mit Franck Mailleux und Jon Lancaster im Oreca 03.

## Statistik

### Le-Mans-Ergebnisse
| Jahr | Team                | Fahrzeug | Teamkollege        | Teamkollege         | Platzierung | Ausfallgrund |
| ---- | ------------------- | -------- | ------------------ | ------------------- | ----------- | ------------ |
| 2011 | Race Performance AG | Oreca 03 | Marc Rostan        | Ralph Meichtry      | Rang 19     |              |
| 2012 | Race Performance    | Oreca 03 | Jonathan Hirschi   | Ralph Meichtry      | Rang 26     |              |
| 2013 | Race Performance    | Oreca 03 | Jeroen Bleekemolen | Patric Niederhauser | Rang 18     |              |
| 2014 | Race Performance    | Oreca 03 | Franck Mailleux    | Jon Lancaster       | Rang 13     |              |

### Einzelergebnisse in der FIA-Langstrecken-Weltmeisterschaft
| Saison | Team             | Rennwagen | 1   | 2   | 3   | 4   | 5   | 6   | 7   | 8   |
| ------ | ---------------- | --------- | --- | --- | --- | --- | --- | --- | --- | --- |
| 2012   | Race Performance | Oreca 03  | SEB | SPA | LEM | SIL | SAO | BAH | FUJ | SHA |
| 2012   | Race Performance | Oreca 03  |     | DNF | 26  |     |     |     |     |     |
| 2013   | Race Performance | Oreca 03  | SIL | SPA | LEM | SAO | AUS | FUJ | SHA | BAH |
| 2013   | Race Performance | Oreca 03  | 18  |     |     |     |     |     |     |     |
| 2014   | Race Performance | Oreca 03  | SIL | SPA | LEM | AUS | FUJ | SHA | BAH | SAO |
| 2014   | Race Performance | Oreca 03  | 13  |     |     |     |     |     |     |     |